# Plecoptera lacinia
Plecoptera lacinia är en fjärilsart som beskrevs av Saalmüller 1880. Plecoptera lacinia ingår i släktet Plecoptera och familjen nattflyn. Inga underarter finns listade i Catalogue of Life.